# Aradus frigidus
Aradus frigidus är en insektsart som beskrevs av Kiritshenko 1913. Aradus frigidus ingår i släktet Aradus, och familjen barkskinnbaggar. Arten är reproducerande i Sverige.